# Jangamagurjenahalli, Kolar
Jangamagurjenahalli là một làng thuộc tehsil Kolar, huyện Kolar, bang Karnataka, Ấn Độ.